# 山田邦博
山田 邦博（やまだ くにひろ、1958年〈昭和33年〉7月10日 - ）は、日本の建設・国土交通技官。佐藤直良以来約10年ぶりの河川系技官出身国土交通事務次官を務めた。

## 経歴
愛知県名古屋市出身。愛知県立旭丘高等学校を経て、1984年3月に東京大学大学院工学系研究科土木工学専攻を卒業。国家公務員採用上級甲種試験（土木）に合格して、1984年4月に建設省に入省。
主に河川畑を歩み、国土交通省近畿地方整備局長、水管理・国土保全局長、内閣官房内閣審議官（内閣官房副長官補付）・国土強靭化推進室次長を経て、2019年7月9日、技監に就任。
菅義偉内閣総理大臣に内閣官房長官時代から重用されたとされ、2021年7月1日には河川系技官としては佐藤直良以来約10年ぶりとなる国土交通事務次官に就任した。
2022年6月28日に退職。

## 年表
基本的な出典
- 1982年03月：東京大学工学部土木工学科卒[7]
- 1984年
  - 03月：東京大学大学院工学研究科土木工学専攻修了
  - 04月：建設省入省
- 1992年07月：建設省関東地方建設局企画部積算調査官
- 1994年06月：建設省大臣官房技術審議官付補佐
- 1997年01月：建設省関東地方建設局甲府工事事務所長
- 1999年04月：建設省河川局河川計画課建設専門官
- 2001年01月：国土交通省河川局河川計画課企画専門官
- 2001年04月：国土交通省関東地方整備局河川部河川調査官
- 2002年07月：国土交通省関東地方整備局企画部企画調整官
- 2004年07月：国土交通省大臣官房技術調査課技術企画官
- 2007年04月：国土交通省河川局河川計画課河川情報対策室長
- 2008年07月：国土交通省河川局河川計画課河川事業調査官
- 2009年07月：国土交通省関東地方整備局河川部長
- 2012年09月11日：国土交通省水管理・国土保全局治水課長[8]
- 2014年07月8日：国土交通省大臣官房技術審議官[9]
- 2015年07月31日：国土交通省近畿地方整備局長[10]
- 2016年06月21日：国土交通省水管理・国土保全局長[11]
- 2018年07月31日：内閣官房内閣審議官（内閣官房副長官補付）[12]・国土強靭化推進室次長[13]
- 2019年07月9日：技監[14]
- 2021年07月1日：国土交通事務次官[15]
- 2022年06月28日：退職[6]
- 2023年06月21日：日本建設情報総合センター（ＪＡＣＩＣ）理事長就任[16]